# Spidey et ses amis extraordinaires
Ne doit pas être confondu avec Spider-Man et ses amis extraordinaires.
Iron Man et ses Amis Incroyables
Spidey et ses amis extraordinaires (Marvel's Spidey and His Amazing Friends) est une série d'animation américaine de super-héros animée par ordinateur produite par Atomic Cartoons. Elle présente de jeunes enfants des personnages de Marvel Comics.
La série est diffusée aux États-Unis sur Disney Junior depuis le 6 août 2021. En France, elle est diffusée depuis le 16 octobre 2021 sur Disney Junior et enfin sur Gulli à partir du 3 septembre 2022.

## Synopsis
Peter Parker / Spidey, Miles Morales / Spin et Gwen Stacy / Ghost-Spider combattent divers méchants tels que le Bouffon vert, Lady Octopus, Rhino, Electro, Chatte noire ou encore l'Homme-sable. Les trois jeunes héros recevront parfois l'aide d'autres super-héros comme Black Panther, Miss Marvel, Hulk, Iron Man, Ant-Man, la Guêpe et Reptil.

## Distribution

### Personnages principaux
- Benjamin Valic (VF : Lasha Songulashvili (Saisons 1-2), Thylian Leroy (Saisons 2-3) Puis Kaiss Hammoudi (Saison 3)) : Peter Parker / Spidey
- Jakari Fraser (VF : Zion Percy (Saisons 1-2), Santiago Zapico (Saison 2) Puis Jim d'Oultremont (Saison 3)) : Miles Morales / Spin
- Lily Sanfelippo (VF : Elena Lebrun) : Gwen Stacy / Ghost-Spider
- Nicholas Roye (VF : Grégory Praet) : l'ordinateur WEB-STER
- Dee Bradley Baker : (VF : Vicenzo Baillard (Saison 3)) : les spider-bots TRACE-E et TWIRL-E

### Personnages secondaires
- Melanie Minichino (VF : Audrey d'Hulstère) : May Reilly Parker, la tante de Peter
- Gabrielle Ruiz (VF : Melissa Windal) : Rio Morales, la mère de Miles
- Eugene Byrd (VF : Nicolas Matthys) : Jeff Morales, le père de Miles - officier du NYPD
- Kari Wahlgren (VF : Marie-Laurie Jannsen) : Helen Stacy, la mère de Gwen - inspectrice du NYPD
- John Eric Bentley (VF : Emannuel Scheuer (Saison 1) Puis Nicolas Matthys (Saisons 2-3)) : M. Von Carnegie, le propriétaire du musée
- Patrick Stump : l'annonceur du concert
- Bindi Irwin : Isla Coralto, océanographe
- Scott Porter : George Stacy, le père de Gwen

### Alliés
- Sandra Saad (VF : Alayin Dubois) : Kamala Khan / Miss Marvel
- Dee Bradley Baker : Gueule d'or
- Tru Valentino (VF : Alexandre Crépet) : Black Panther
- Armen Taylor (VF : Sébastien Hébrant) : Hulk
- John Stamos (VF : Pierre Lognay) : Tony Stark / Iron Man
- Sean Giambrone (VF : Martin Deprez) : Ant-Man
- Maya Tuttle (VF : Jazz Marlier) : la Guêpe
- Hoku Ramirez (VF : Ethan Noël (Saison 2) Puis Basile Boucherit (Saisons 2-3)) : Reptil (en)
- Emma Berman (VF : Marie Braam) : Squirrel Girl
- Andy Milder (VF : Laurent Bonnet) : Ben / la Chose
- Tim Dadabo (VF : Yannick Besson) : HERBIE
- Kylie Cantrall (VF : Clarisse de Vinck) : Tigre Blanc
- Diamond White (en) (VF : Mélissa Berard) : Moon Girl (en)
- Fred Tatasciore (VF : Jérôme Wiggins) : Devil le Dinosaure (en)

### Antagonistes
- Kelly Ohanian (VF : Aaricia Dubois) : Lady Octopus
- Dee Bradley Baker : CAL
- JP Karliak (VF : Olivier Prémel) : le Bouffon vert
- Justin Shenkarow (VF : Grégory Praet) : Rhino
- Stephanie Lemelin (VF : Estelle Strypstein) : Francine Frye / Electro
- Jaiden Klein (VF : Marie du Bled) : Felicia Hardy / Chatte noire
- Thomas F. Wilson (VF : Mickaël Dubois) : l'Homme-sable
- Trevor Devall (VF : Gauthier de Fauconval) : Zola
- Bumper Robinson (VF : Alessandro Bevilacqua) : Lézard
- Deva Marie Gregory (VF : Catherine Hanotiau) : la Piégeuse

Chants : Lila Lacombe & Kaycie Chase
Version française
- Studio de doublage : Dubbing Brothers
- Direction artistique : Ioanna Gkizas, Patrick Waleffe
- Adaptation (doublage): Cyrielle Roussy, Caroline Vandjour
- Adaptation (sous-titrage): Coralie Jourdan, Claire Mounic

## Production

### Développement
Marvel Animation a annoncé sa première série préscolaire Spidey et ses incroyables amis en août 2019. Disney Junior a renouvelé la série pour une deuxième saison en août 2021. Le 15 juin 2022, Disney Junior a renouvelé la série pour une troisième saison. Marvel Studios a repris la production de la série à partir de la saison 2.

### Musique
Patrick Stump, connu du groupe pop punk rock Fall Out Boy, écrit et interprète la chanson thème de la série. Fan de longue date de Marvel, il a utilisé des thèmes des précédents médias de Spider-Man comme source d'inspiration pour la chanson thème de la série.

### Fiche technique
- Titre original : Marvel's Spidey and his Amazing Friends
- Titre français : Spidey et ses amis extraordinaires
- Musique : Patrick Stump
- Production : Harrison Wilcox, Steven L. Grover, Ashley Rideout
- Sociétés de production : Marvel Animation, Atomic Cartoons, Marvel Studios Animation (depuis la saison 2)
- Pays d'origine :  États-Unis
- Langue originale : anglais
- Format : couleur - 16/9 - son stéréo
- Nombre d'épisodes : 41 épisodes (2 saisons)
- Durée : 22 minutes

## Épisodes
| Saison | Saison | Épisodes | États-Unis     | États-Unis       |
| Saison | Saison | Épisodes | Début          | Fin              |
| ------ | ------ | -------- | -------------- | ---------------- |
|        | 1      | 25       | 6 août 2021    | 8 juillet 2022   |
|        | 2      | 29       | 19 août 2022   | 10 novembre 2023 |
|        | 3      | 30       | 8 janvier 2024 | 11 avril 2025    |

### Première saison (2021-2022)
1. L'union fait la force / La patience de la panthère
2. Un hoquet encombrant / Qui perd gagne
3. La pieuvre géante du Docteur Octopus / Attaque de fous rires verts
4. Il y a un bug dans le système / La loi du plus fort
5. Des pigeons voleurs / La main verte
6. Une Fête des Mères chaotique / Le palais du rire pas rigolo
7. Camping en équipe / Le mystère du voleur vert
8. Rhino la Fusée / Farces et attrapes
9. Le dino-robot / Livraison Rapide façon Spidey
10. Le gentil Bouffon Vert / Le singe-araignée
11. La grande expo féline / Un rythme envoûtant
12. Un Noël tentaculaire / Le bonhomme de neige du Bouffon Vert
13. Dame nature en danger / La boule aspire-tout
14. Le trésor de Barbe Toile / Inondations à répétition !
15. Vitesse et précipitation / Le pont des voleurs
16. Attaque en trompe-l'œil / Pagaille au centre commercial
17. Un phare farceur / Docteur Octopus et les Choctobos
18. Le pendentif aux super pouvoirs ! / Twisty !
19. De toutes petites araignées / La chasse aux citrouilles pourries
20. L'ogre vert des égouts / La machine à échanger les pouvoirs
21. Tante May fait des dégâts / Douce Mousse
22. Jour de canicule ! / Une situation collante
23. Rhinoctopus / Un problème de citrouille
24. Attraper et relâcher / Construction et destruction
25. Panique au défilé / Cambriolage à la bibliothèque

### Deuxième saison (2022-2023)
1. Le Sceptre électrique d'Electro ! / Black Cat est dans la place (Electro's Gotta Glow/Black Cat Chaos)
2. On éteint tout ! / L'Homme-Sable ne partage pas (Lights Out/Sandman Won't Share!)
3. L'escapade de Bootsie / Pagaille chez Tony (Bootsie's Day Out/Trouble at Tony's)
4. Un bruit assourdissant / Les balles citrouille du bouffon vert (Sonic Boom Boom/Mini Golf Goof)
5. Bébé Hulk / Un anniversaire surprise surprenant (Li'l Hulk/Surprise Party Surprise)
6. Impossible de s'arrêter de danser / La fourmi voleuse
7. Le labyrinthe de sable / Une fête foraine animé
8. Thanksgiving n'attend pas / Joyeux Spidey Noël
9. Une aventure extra-oeuf-dinaire / Un casse à la casse de Jerry
10. A la poursuite du monstre marin / Une surprise bien collante
11. Une statue en liberté / Un dinosaure piège du Bouffon vert
12. Spidey fait le ménage / Pas touche aux tomates
13. Électricité naturelle / La reine des stratagèmes
14. L'armée de pirates / Vilain robot
15. Spin sauve la mise / Pénurie d'eau
16. Problème sous terrain / Mystère sur l'île du Bouffon vert
17. Le chat Maltais / Visite guidée pour Black Panther
18. Dispute de super vilains / Bootsie super-héros
19. Une solution sirupeuse / Petite fourmi, grosproblème
20. La Tour Octopus / L'Art dans tous ses états
21. Super Scooter / Le lance-toile perdu
22. La sieste avant tout / La chasse aux lapins
23. Le joyau magique / Une nuit comme en plein jour
24. Pas touche au Spider-Repaire / En route vers la lune
25. Partie de cache-cache / Le ballet de balaines
26. Rhino, le roi de la glisse / La pieuvre et le chaton
27. Méfiez-vous de la lave qui dort / La miellée de la bonne année
28. L'épopée hantée de Bootsie / Halloween sans bonbons
29. Les règles d'or du dressage / Prisonniers à domicile

### Troisième saison (2024-2025)
1. Pas de fête sans surprise / Le vol des papillons
2. Le rayon d'obéissance d'Octopus / Un lémurien farceur
3. Le pépin du pommier / En panne dans l'espace
4. L'aventure polaire / Une journée enneigée
5. La fête des bulles / Une aventure à l'état pur
6. L'oie aux œufs d'or / Chien contre chat
7. En voyage chez Zola ! / La journée de la méchanceté
8. Tu me vois, tu me vois plus / Rencontre avec Squirrel Girl
9. Trafic perturbé / L'Homme-Sable et les tortues
10. Vroum, Vroum petites voitures / Les farces de la fée des dents

### Courts-métrages

#### Saison 1 (2021)
1. Web-ster
2. Où est Bootsie ?
3. Un mystère à résoudre
4. Hulk à la rescousse
5. Rechergaes surprises
6. Au lit Rhino !
7. Il faut arrêter le Dr Octopus
8. L'équipe Spidey
9. Faire le singe
10. Le pouvoir de l'entraînement
11. Rhino en ébullition

#### Saison 2 (2022)
1. Iron Man donne un coup de main
2. QG Mobile à la rescousse
3. Une minuscule solution
4. Dino dynamité
5. Hulk est de sortie
6. Feu rouge, feu vert
7. Bonjour Felicia
8. Quand Ghosty rencontre TWIRL-E
9. C'est en jouant qu'on apprend
10. Voici Spidey et ses Incroyables Amis